# Eugene (Oregon)
Eugene [juːˈdʒiːn] ist eine Universitätsstadt im Westen des US-Bundesstaats Oregon mit 176.654 Einwohnern (US Census 2020). Nach Portland ist Eugene die zweitgrößte Stadt des Staates. In der Metropolregion Eugene leben ca. 383.000 Einwohner (Stand 2020). Eugene grenzt direkt an Springfield und liegt im Lane County. Eugene liegt im Willamette Valley an der Mündung des McKenzie in den Willamette.

## Einwohnerentwicklung
| Jahr | Einwohner¹ |
| ---- | ---------- |
| 1980 | 105.664    |
| 1990 | 112.669    |
| 2000 | 138.831    |
| 2010 | 156.401    |
| 2020 | 176.654    |

¹ 1980–2020: Volkszählungsergebnisse
Somit ist die Einwohnerzahl der Stadt von 1980 bis 2020 um 67,18 % gestiegen. Die folgende Tabelle zeigt die Einwohnerentwicklung der Metropolitan Statistical Area Eugene nach der Definition des U.S. Census Bureau 2015:
| Jahr | Einwohner¹ |
| ---- | ---------- |
| 1990 | 282.912    |
| 2000 | 323.011    |
| 2010 | 351.724    |
| 2020 | 382.971    |

¹ 1990–2020: Volkszählungsergebnisse

## Geschichte

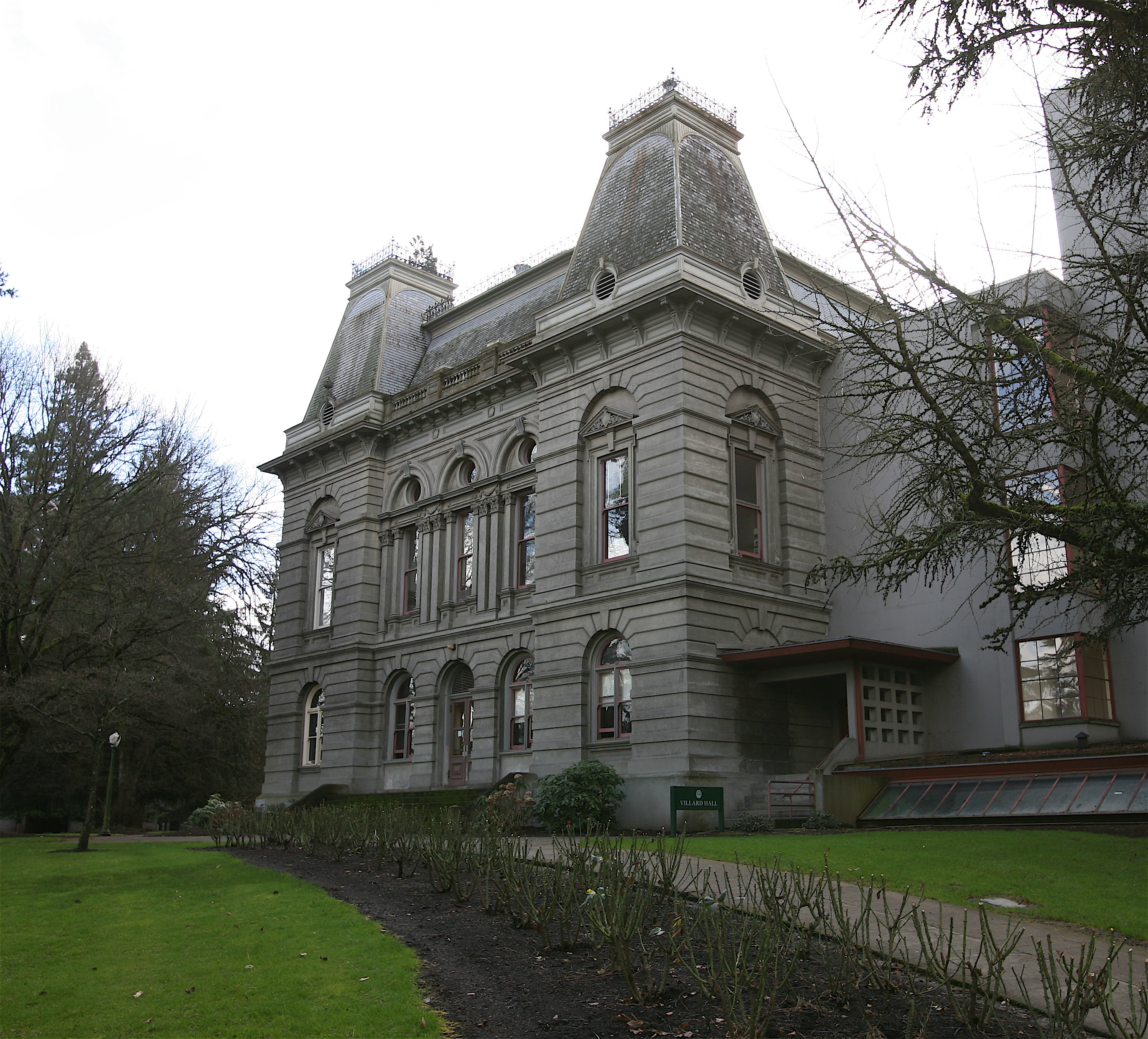
Villard Hall (2007)

In Eugene sind insgesamt 68 Bauwerke und Stätten im National Register of Historic Places eingetragen (Stand 29. Februar 2020). Zwei Objekte davon haben gemeinsam den Status eines National Historic Landmarks: die Deady and Villard Halls, University of Oregon.

## Sport
Eugene war Gastgeber der Leichtathletik-Juniorenweltmeisterschaften 2014 und Austragungsort der Leichtathletik-Weltmeisterschaften 2022, die vom 15. bis 24. Juli 2022 überwiegend im Hayward-Field-Stadion auf dem Campus der University of Oregon stattfanden. Es waren die ersten Leichtathletik-Weltmeisterschaften in den Vereinigten Staaten.

## Wirtschaft
In Eugene wurden unter anderem die Unternehmen Nike und Brøderbund gegründet.

## Bildung
In Eugene gibt es die University of Oregon mit etwa 21 000 Studenten.

## Städtepartnerschaften
Partnerstädte von Eugene sind
- Irkutsk, Russland (ausgesetzt seit 2022)[6]
- Jinju, Südkorea
- Kakegawa, Japan
- Kathmandu, Nepal

## Söhne und Töchter der Stadt
- Paul M. Simon (1928–2003), Politiker
- Joan Mondale (1930–2014), Gattin von Walter Mondale, einem ehemaligen Vizepräsidenten der USA
- Neil Goldschmidt (1940–2024), Politiker
- Nancy King (1940–2025), Jazzsängerin
- Wayne Baker (* 1941), Unternehmer und Autorennfahrer
- Tim Hardin (1941–1980), Musiker
- Mark Lindsay (* 1942), Sänger und Komponist
- Susan Raye (* 1944), Country-Sängerin
- Mike Lafferty (* 1948), Skirennläufer
- Jon Anderson (* 1949), Langstreckenläufer
- Craig Wasson (* 1954), Schauspieler
- Robert W. Cabell (* 1955), Komponist und Autor
- Danny Ainge (* 1959), Basketballspieler
- Paul Pierson (* 1959), Politikwissenschaftler
- Debby Applegate (* 1968), Historikerin und Biografin
- James Patrick Dutton (* 1968), Astronaut
- Rachel Kushner (* 1968), Schriftstellerin
- Jacob Hacker (* 1971), Professor für Politikwissenschaft an der Yale University
- Lhotse Merriam Hawk (* 1972), Sportfunktionärin und Unternehmerin
- James Longley (* 1972), Filmregisseur, Filmproduzent und Dokumentarfilmer
- RJD2 (* 1976), Musiker
- Eric Christian Olsen (* 1977), Schauspieler
- Mat Kearney (* 1978), Musiker
- Joe Pack (* 1978), Freestyle-Skier
- Phil Zajicek (* 1979), Radrennfahrer
- Brandon Beemer (* 1980), Schauspieler und Model
- Jenny Wade (* 1980), Schauspielerin
- Nate Jaqua (* 1981), Fußballspieler (Stürmer)
- Austin O’Brien (* 1981), Filmschauspieler
- Michelle Enyeart (* 1988), Fußballspielerin
- Tony Glausi (* ≈1995), Jazzmusiker
- Isaiah Hartenstein (* 1998), deutsch-US-amerikanischer Basketballspieler
- Justin Herbert (* 1998), Footballspieler
- Erik Anstine (* 20. Jahrhundert), Opernsänger

## Klimatabelle
|                       | Jan   | Feb   | Mär   | Apr  | Mai  | Jun  | Jul  | Aug  | Sep  | Okt  | Nov   | Dez   |   |       |
| Mittl. Tagesmax. (°C) | 8,0   | 10,8  | 13,3  | 15,8 | 19,5 | 23,4 | 27,6 | 27,7 | 24,6 | 18,1 | 11,3  | 7,9   | ⌀ | 17,4  |
| Mittl. Tagesmin. (°C) | 1,8   | 2,8   | 3,8   | 4,8  | 6,9  | 9,8  | 11,6 | 11,8 | 9,6  | 6,4  | 4,3   | 2,2   | ⌀ | 6,3   |
|                       |       |       |       |      |      |      |      |      |      |      |       |       |   |       |
| Niederschlag (mm)     | 200,9 | 143,3 | 140,2 | 79,0 | 54,9 | 36,3 | 13,0 | 27,4 | 42,4 | 86,6 | 211,3 | 218,7 | Σ | 1254  |
|                       |       |       |       |      |      |      |      |      |      |      |       |       |   |       |
| Regentage (d)         | 14,6  | 13,0  | 14,4  | 10,4 | 7,9  | 4,9  | 2,1  | 3,1  | 5,2  | 8,9  | 15,2  | 15,4  | Σ | 115,1 |

| 1,8 |

| 2,8 |

| 3,8 |

| 4,8 |

| 6,9 |

| 9,8 |

| 11,6 |

| 11,8 |

| 9,6 |

| 6,4 |

| 4,3 |

| 2,2 |

| 1,8 |

| 2,8 |

| 3,8 |

| 4,8 |

| 6,9 |

| 9,8 |

| 11,6 |

| 11,8 |

| 9,6 |

| 6,4 |

| 4,3 |

| 2,2 |